# Sant Galderic de Perpinyà (església nova)
Sant Galderic de Perpinyà, popularment Sant Galdric, (església nova) és l'actual Església parroquial d'aquest nom, de la ciutat de Perpinyà, a la comarca del Rosselló, de la Catalunya del Nord.

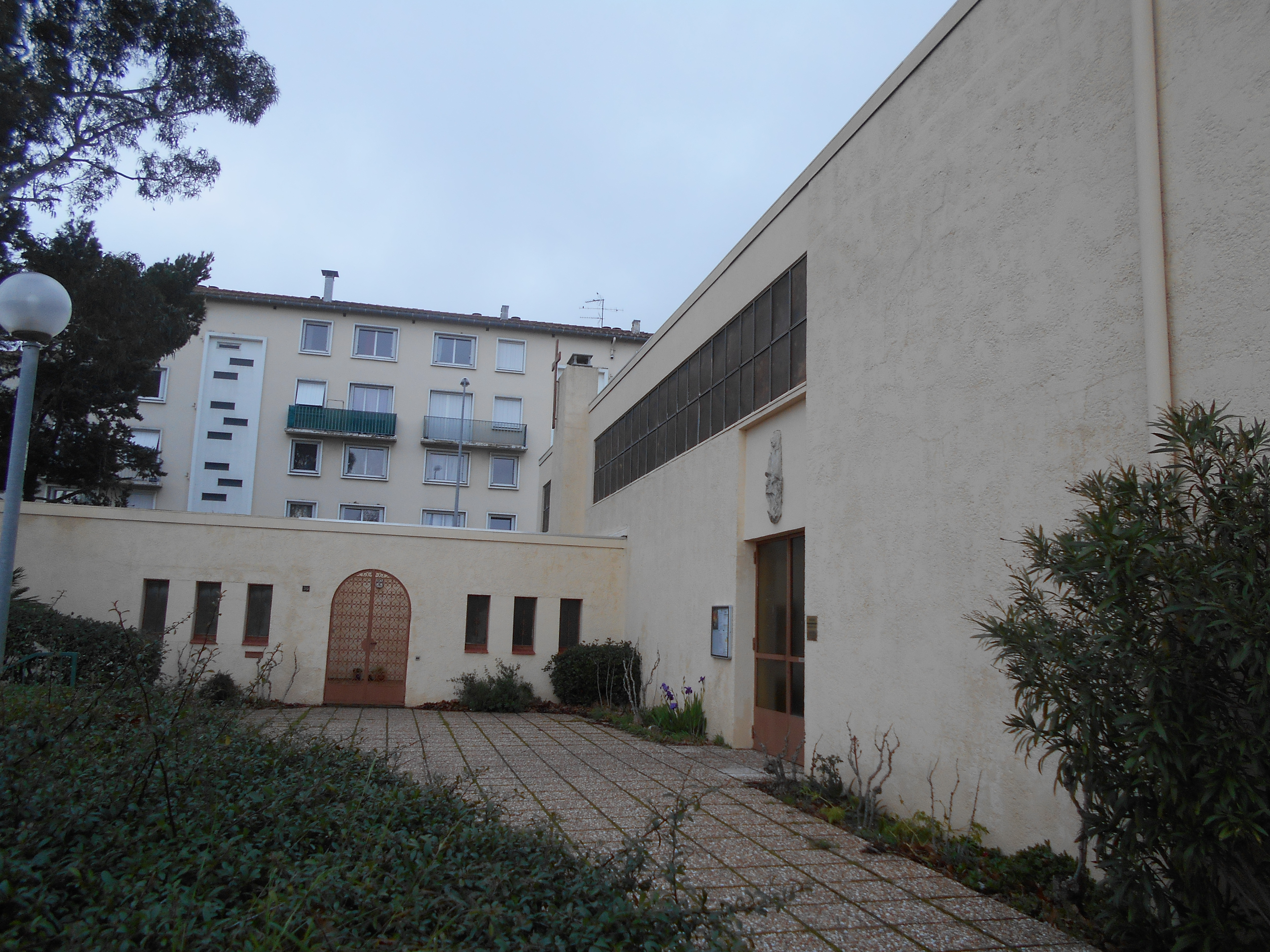
Façana sud-est de l'església

És al sector més a llevant del terme comunal de Perpinyà, al carrer de Sant Vicenç, dins de l'HLM Lopofa, prop de la cruïlla del carrer esmentat amb les avingudes de Jean Mermoz i del General Jean Gilles.
La nova església parroquial de Sant Galderic, creada el 1963, és a prop de l'antiga capella de Sant Galderic, uns 500 metres al nord-est. És una església moderna, de construcció utilitària eclèctica.